# Lijst van aanslagen in Libanon
Onderstaand overzicht is een kleine selectie uit de grote hoeveelheid aanslagen en overige geweldsdaden die in Libanon sinds 1975 (het beginjaar van de langdurende Libanese burgeroorlog) hebben plaatsgevonden.

## 1976
- 1975, 6 maart - De soennitische politicus Maarouf Saad neergeschoten op 26 februari 1976 tijdens een demonstratie in Sidon en twee weken later overleden. Zijn dood was mede aanleiding voor het uitbreken van de Libanese burgeroorlog.

## 1977
- 1977, 16 maart - Leider van de druzen Kamal Jumblatt vermoord vlak bij zijn huis in de regio Chouff.

## 1978
- 1978, 13 juni - Tony Franjieh, zoon van voormalig president Suleiman Franjieh, door rivaliserende christelijke militie gedood in zijn eigen huis.

## 1982
- 1982, 14 september - Bashir Gemayel, de aangewezen president, vermoord voordat hij zijn post kon betrekken door een pro-Syrische agent. Zijn broer Amin Gemayel wordt vervolgens president van Libanon.
- 1982, 16 tot 18 september - Massamoord door Falangisten in het Palestijnse vluchtelingenkamp Sabra en Shatila.

## 1987
- 1987, 1 juni - Minister-president Rashid Karami gedood door een bom tijdens helikoptervlucht.

## 1989
- 1989, 16 mei - Hoofd van de soennitische gemeenschap in Libanon, moefti Sheikh Hassan Khaled, gedood door autobom in Beiroet.
- 1989, 22 november - President René Mouawad gedood door een autobom, drie weken na zijn aantreden als president.

## 1990
- 1990, 21 oktober - Leider van de Nationale Liberale Partij Dany Chamoun doodgeschoten in een buitenwijk van Beiroet.

## 1992
- 1992, 16 februari - Leider van Hezbollah Abbas Mussawi door Israël vermoord in Jibsheet in het zuiden van Libanon.

## 2002
- 2002, 24 januari - Voormalig minister en militieleider Elie Hobeika gedood door een autobom in Beiroet. Hobeika was betrokken bij de massale moordpartij in Sabra en Shatila in 1982.
- 2002, 20 mei - Zoon van de leider van de Palestijnse beweging Volksfront voor de bevrijding van Palestina-Hoofd Commando, Mohammad Ahmed Jibril, vermoord met een autobom in Beiroet.

## 2004
- 2004, 1 oktober - Minister van Telecommunicatie Marwan Hamade ontsnapt ternauwernood aan de dood tijdens een mislukte moordaanslag met een autobom.

## 2005
- 2005, 14 februari - Voormalig minister-president Rafik Hariri gedood door autobom. Minister Bassel Fleihan, die Hariri vergezelde, overlijdt later aan zijn verwondingen. Daarnaast kwamen 20 anderen om het leven.
- 2005, 19 maart - 11 gewonden ten gevolge van een autobom in New Jdeideh, een christelijke buitenwijk van Beiroet.
- 2005, 23 maart - 3 doden bij een aanslag in een winkelcentrum in Kaslik, een christelijke stad ten noorden van Beiroet.
- 2005, 27 maart - 6 gewonden bij een bomaanslag in Jal el Dib, een christelijke buitenwijk van Beiroet.
- 2005, 7 mei - Eén dode en 7 gewonden bij een explosie in de christelijke stad Jounieh, ten noorden van Beiroet.
- 2005, 2 juni - Journalist Samir Kassir gedood in Beiroet met een autobom.
- 2005, 21 juni - Voormalig leider van de communistische partij George Hawi gedood met een autobom.
- 2005, 12 juli - Minister van Defensie Elias al-Murr overleeft een aanslag op zijn leven via autobom in Beiroet. Twee mensen worden gedood en 12 anderen gewond.
- 2005, 22 juli - Autobom gaat af in Monot, het uitgaanscentrum van Beiroet. Verscheidene gewonden en veel materiële schade.
- 2005, 22 augustus - Explosie in winkelcentrum en naast maronitische kerk in Zalka, een christelijke buitenwijk van Beiroet.
- 2005, 17 september - Explosie in de christelijke wijk Achrafieh met één dode en 22 gewonden tot gevolg.
- 2005, 25 september - Televisiejournalist May Chidiac verliest arm en been door autobom ten noorden van Beiroet.
- 2005, 12 december - Parlementslid en journalist Gebran Tueni gedood in buitenwijk van Beiroet met een autobom.

## 2006
- 2006, 2 februari - Aanslag op militaire basis in buitenwijk van Beiroet, opgeëist door Al Qaida, één gewonde en materiële schade.
- 2006, 26 mei - Leider Mahmoud Majzoub (ook wel Abu Hamzah genaamd) van de organisatie Palestijnse Islamitische Jihad komt samen met zijn broer Nidal om het leven in Sidon door een autobom.
- 2006, 5 september - Een mislukte aanslag op het plaatsvervangend hoofd van de Binnenlandse Veiligheidsdienst in Libanon, luitenant Kolonel Samir Shehade, die direct betrokken is bij het onderzoek naar de moord op Rafik Hariri, resulteert in vier doden en 5 gewonden.
- 2006, 11 oktober - Aanslag met granaat op politiebureau in Verdun, een wijk in Beiroet. Door vroegtijdige ontploffing geen gewonden of schade.
- 2006, 15 oktober - 3 raketten afgevuurd in het centrum van Beiroet, 6 lichtgewonden. Eerste keer in de reeks aanslagen sinds 2005 dat het centrum (Solidere) is getroffen.
- 2006, 25 oktober - Bom ontploft naast de ambassade van Saoedi-Arabië in Beiroet, geen gewonden of materiële schade.
- 2006, 1 november - Hoofdbureau van politie bestookt met een granaat, de tweede keer in drie weken op hetzelfde bureau, geen gewonden.
- 2006, 21 november - Anti-Syrische christelijke politicus en minister van Industrie Pierre Gemayel gedood bij aanslag. Hij was vernoemd naar zijn opa, Pierre Gemayel, en stamt uit een politieke familie. Zijn oom, Bashir Gemayel, werd eveneens vermoord.

## 2007
- 2007, 13 februari - 3 mensen komen om het leven en 22 mensen raken zwaargewond als twee bussen ontploffen vlak bij Bikfaya, ten noorden van Beiroet.
- 2007, 20 mei-2 september - Bijna 500 mensen, onder wie 169 soldaten en 250 militanten zijn gedood bij ernstige gevechten tussen het Libanese leger en de moslimbeweging Fatah al-Islam in het Palestijnse vluchtelingenkamp Nahr el Bared, bij de noordelijke havenstad Tripoli.
- 2007, 20 mei - Autobom ontploft in Ashrafieh, een christelijke wijk van Beiroet, één dode en 12 gewonden.
- 2007, 21 mei - Autobom ontploft in overwegend soennitische wijk Verdun, 10 gewonden en veel materiële schade.
- 2007, 23 mei - Bom ontploft in winkelcentrum in druzische stad Aley ten oosten van Beiroet, 16 gewonden en veel materiële schade.
- 2007, 27 mei - Bom ontploft bij controlepost van politie in Beiroet, twee politieagenten, 1 soldaat en 2 burgers raakten gewond.
- 2007, 28 mei - Granaat ontploft bij politiepost in Zahleh, een christelijke stad in de Bekavallei, alleen materiële schade.
- 2007, 3 juni - Gevechten breken uit in Palestijnse vluchtelingenkamp Ain el Helweh bij Sidon tussen het Libanese leger en de militante moslimbeweging Jund el Sham. Twee soldaten en twee militanten zijn hierbij gedood.
- 2007, 4 juni - Bom ontploft in Sid el Baucherieh, een christelijke buitenwijk van Beiroet, 10 gewonden en veel materiële schade.
- 2007, 7 juni - Handgranaten ontploffen op drie verschillende plaatsen in Libanon (Koura, Beiroet en Dahr al-Wahesh), alleen materiële schade.
- 2007, 7 juni - Autobom in Zouk Mousbeh, een christelijke plaats ten noorden van Beiroet, 1 dode, 4 gewonden en veel materiële schade.
- 2007, 10 juni - Granaat gegooid naar controlepost van politie nabij Tripoli in Noord-Libanon, alleen materiële schade.
- 2007, 11 juni - Bom aangetroffen bij school in christelijke wijk Ashrafieh in Beiroet.
- 2007, 13 juni - Parlementslid Walid Eido, zijn zoon, twee lijfwachten en 6 omstanders worden gedood door autobom op de boulevard van Beiroet.
- 2007, 20 juni - Man gedood en enkele gewonden bij gevechten tussen soennieten en sjiieten in soennitische wijk van Beiroet.
- 2007, 24 juni - 1 soldaat en 6 militanten gedood tijdens gevechten in buitenwijk van Tripoli.
- 2007, 24 juni - 6 Spaanse Unifil soldaten omgekomen bij bomaanslag in het zuiden van Libanon.
- 2007, 14-8 augustus - Militanten vuren meer dan 100 raketten af vanuit Palestijns vluchtelingenkamp Nahr el-Bared op omliggende dorpen, twee doden, een gewonde.
- 2007, 16 juli - Bermbom ontploft naast VN-konvooi in Tripoli, alleen materiële schade.
- 2007, 2 augustus  - Libanese leger ontdekt en ontmantelt een Katjoesja-raket die op VN-kantoor stond gericht.
- 2007, 19 september - Parlementslid Antoine Ghanem en 7 anderen gedood door autobom in oostelijke buitenwijk van Beiroet.
- 2007, 11 december - Granaataanslag op school in christelijke buitenwijk van Beiroet, alleen materiële schade.
- 2007, 12 december - Tweede man van het leger, François al-Hajj, en zijn lijfwacht gedood door autobom vlak bij presidentieel paleis in Baabda, even buiten Beiroet.

## 2008
- 2008, 8 januari - 2 Ierse Unifil medewerkers raken gewond bij een bomaanslag op hun auto nabij Sidon.
- 2008, 15 januari - 3 Libanezen komen om het leven en 20 mensen raken gewond bij bermbom op auto van de Amerikaanse ambassade.
- 2008, 19 januari - Bomaanslag op auto van hoofd uitgeverij krant gelieerd aan anti-Syrië-politicus Walid Jumblatt, alleen materiële schade.
- 2008, 21 januari - Granaataanslag op rechter, alleen materiële schade.
- 2008, 25 januari - Wissam Eid, een hoge officier belast met onderzoek naar moorden op anti-Syrische Libanezen, komt om het leven middels autobom tezamen met 3 anderen in een buitenwijk van Beiroet. Ten minste 20 bijstanders raakten gewond.
- 2008, 27 januari - 9 mensen komen om bij ernstige gevechten tussen het leger en demonstranten in sjiitische wijken van Beiroet.
- 2008, 28 januari - Granaataanslagen op 4 politiebureaus in Ain el Remaneh, Tayyouneh, Shatila en Mazda.
- 2008, 29 januari - Opnieuw granaataanslagen op politiebureaus in buitenwijken van Beiroet.
- 2008, 2 februari - 2 soldaten raken gewond bij beschieting op hun auto in buitenwijk van Beiroet.
- 2008, 3 februari - 2 medewerkers van de druzenpartij PSP worden in hinderlaag gewond door beschieting.
- 2008, 9 februari - Onbekenden beschieten het huis van parlementsvoorzitter Nabih Berri, alleen materiële schade.
- 2008, 9 februari - Bewakers van het regeringsgebouw in het centrum van Beiroet raken gewond door beschieting, waarschijnlijk vreugdevuur.
- 2008, 10 februari - 2 medewerkers van de druzenpartij PSP raken gewond bij beschieting.
- 2008, 12 februari - Rellen tussen sjiitische en soennitische jongeren in Beiroet. Alleen materiële schade.
- 2008, 15-17 februari - Rellen tussen sjiitische en soennitische jongeren in Beiroet, 1 dode, ruim 30 gewonden en veel materiële schade.
- 2008, 17 februari - Granaataanslag op kantoor van de druzenpartij PSP in Beiroet.
- 2008, 17 februari - Soldaat raakt gewond bij aanslag op checkpoint bij het Palestijnse vluchtelingenkamp Nahr el Bared.
- 2008, 21 februari - Ambassade van Koeweit geëvacueerd na raketdreiging. Geen raketten of bommen werden aangetroffen.
- 2008, 23 februari - 10 gewonden als gevolg van gevechten tussen de Libanese strijdkrachten en de Syrische Sociaal Nationalistische Partij in Noord-Libanon.
- 2008, 25 februari - Bom ontploft in sjiitisch dorp in Aley-regio, geen gewonden.
- 2008, 27 februari - Bom ontploft in het zuiden van Libanon nabij Tyrus, 4 gewonden.
- 2008, 29 februari - Auto van Saoedi-Arabische ambassadeur geraakt door kogel, alleen materiële schade.
- 2008, 20 april - Twee Falangisten worden vermoord en drie raken gewond bij aanslag in Zahlé door aanhanger van pro-Syrische parlementariër.
- 2008, 27 april - Een afgezant van de Franse socialistische partij gekidnapt door Hezbollah en na 4 uur weer vrijgelaten.
- 2008, 3 mei - Politie vindt onontplofte granaat bij huis van oppositielid Nabil Nicholas.
- 2008, 3 mei - Onbekende gooit granaat naar tentenkamp van oppositie in het centrum van Beiroet.
- 2008, 4 mei - Rellen tussen sjiitische en soennitische jongeren in Corniche Mazraa, een soennitische wijk van Beiroet, resulteren in 5 gewonden en een afgebrand huis.
- 2008, 8-14 mei - 65 doden, meer dan 200 gewonden en veel materiële schade (waaronder verwoesting van tv- en radiostation) als gevolg van Hezbollahs overname van West-Beiroet, gevechten tussen Hezbollah en PSP in het Shouf-gebergte.
- 2008, 26 mei - 25 gewonden door rellen tussen soennitische en sjiitische moslims na afloop van toespraak door Hezbollahleider Nasralah.
- 2008, 27 mei - 1 soldaat gedood tijdens rellen tussen pro- en anti-regeringsgroepen in Dohat Aramoun, een plaats ten zuiden van Beiroet.
- 2008, 31 mei - 1 soldaat gedood door bom in militaire post in Abdeh, Noord-Libanon.
- 2008, 31 mei - 1 zelfmoordenaar gedood door militairen voordat hij een checkpoint van het leger kon aanvallen bij Palestijns vluchtelingenkamp Ain el-Hilweh, naast Sidon.
- 2008, 3 juni - Aanhanger van Hariri's partij Future Movement neergeschoten door 4 mannen in politie-uniform in Bir Hassan, een buitenwijk van Beiroet.
- 2008, 8 juni - Zware gevechten in Saadnayal in de Bekaa tussen Hariri's Future Movement en de oppositie resulteren in 4 gewonden.
- 2008, 9 juni - Gevechten in Rawda in de Bekaa tussen Hariri's Future Movement en Hezbollahsupporters leiden tot 3 gewonden.
- 2008, 11 juni - Soldaat raakt ernstig gewond en schiet één verdachte dood en arresteert twee mensen bij poging om controlepost te doorbreken bij Palestijns vluchtelingenkamp Ain el-Hilweh.
- 2008, 16 juni - 3 doden en 4 gewonden als gevolg van zware gevechten in Saadnayal in de Bekaa tussen voor- en tegenstanders van de regering.
- 2008, 22-23 juni - 10 doden en 55 gewonden door gevechten tussen voor- en tegenstanders van de regering in de wijken Baal Mohsen (Alawieten en oppositie) en Bab Tabbaneh (soennieten en pro-regering) in de noordelijke stad Tripoli.
- 2008, 27-29 juni - Opnieuw gevechten in Tripoli met verscheidene gewonden als gevolg.
- 2008, 28 juni - 1 dode en 29 gewonden bij bomaanslag op winkel in Tripoli.
- 2008, 8 juli - 5 doden en 64 gewonden bij hernieuwde gevechten in Tripoli.
- 2008, 18 juli - 1 dode en 6 gewonden bij hernieuwde gevechten in Tripoli.
- 2008, 10 september - 1 dode en 6 gewonden bij een bomaanslag in Baysour bij Aley; de druzische sjeik en politicus Saleh Aridi (het doelwit) is het dodelijke slachtoffer.